# Castrolibero
Castrolibero és un municipi italià, dins de la província de Cosenza, que limita amb els municipis de Cerisano, Cosenza, Marano Marchesato, Marano Principato, Mendicino i Rende a la mateixa província.

## Evolució demogràfica
| Població censada al municipi de Castrolibero | Població censada al municipi de Castrolibero  | Població censada al municipi de Castrolibero |
| -------------------------------------------- | --------------------------------------------- | -------------------------------------------- |
|                                              |                                               |                                              |
| Notes:                                       | Elaboració gràfica per part de la Viquipèdia  |                                              |
|                                              | Font: ISTAT (Institut Nacional d'Estadística) |                                              |